# Otakar Nahodil
Otakar Nahodil (1. prosince 1923 Praha –  4. prosince 1995 Praha) byl český etnolog, kulturolog a překladatel.

## Život
Otec byl důstojníkem československé armády, matka byla zubní lékařkou, pocházela z Oděsy. Od roku 1945 byl posluchačem Filozofické fakulty Univerzity Karlovy (FF UK). Byl žákem Karla Chotka, Otakara Pertolda a Zdeňka Nejedlého. Studoval též na sofijské a leningradské univerzitě. Dne 28. ledna 1949 byl na Univerzitě Karlově v Praze promován na doktora filozofie. Po návratu ze SSSR v září 1950 začal působit  na FF UK, přednášel všeobecnou etnografii. Prosazoval pojetí etnologie v duchu stalinismu. V roce 1957 byl jmenován docentem. V letech 1963–1966 pracoval v Institutu pro vzdělávání dospělých v Praze. 
V roce 1966 obdržel Humboldtovo stipendium, odjel do Západního Německa a emigroval. V letech 1966 až 1968 působil na Univerzitě Johannese Gutenberga v Mohuči a souběžně na vysoké škole v Lörrachu. Od roku 1970 působil na německé Freiburské univerzitě, na které byl v letech 1985 až 1989 profesorem na pedagogické fakultě. V roce 1995 vydal autobiografii Totalitní hodnocení totality. 
Zemřel v Praze v důsledku srdečního selhání. Je pohřben v rodinné hrobce na Olšanských hřbitovech.

## Dílo (výběr)
- NAHODIL, Otakar. Sovětský národopis a jeho pokroková úloha. Praha: Svět sovětů, 1950.
- NAHODIL, Otakar, KRAMAŘÍK, Jaroslav, J. V. Stalin a národopisná věda, Praha 1952.
- Nahodil, Otakar. Jak Vznikly Náboženské Pověry. Praha: Mladá fronta, 1954.
- NAHODIL, Otakar. O kultuře prvobytné společnosti. Praha: Státní nakladatelství politické literatury, 1957.
- NAHODIL, Otakar a ROBEK, Antonín. České lidové pověry. Jindřich ŠVEC (ilustrátor). Věda a život. Praha: Orbis, 1959.
- NAHODIL, Otakar a ROBEK, Antonín. České lidové kronikářství. Praha: Orbis, 1960.
- NAHODIL, Otakar; GREGOR, Ivan; PROKELA, Václav; ROBEK, Antonín; TUREČEK, Josef et al. Kapitoly z dějin náboženství. Praha: Naše vojsko, 1960.
- NAHODIL, Otakar a ROBEK, Antonín. Původ náboženství. 2. přeprac. vyd. Bohumil VANČURA (ilustrátor). Praha: Orbis, 1961.[pozn. 2]
- NAHODIL, Otakar, Stimmen der Völker, Freiburg 1988.
- NAHODIL, Otakar. Totalitní hodnocení totality. Praha: [s.n.], 1995.